# Retron

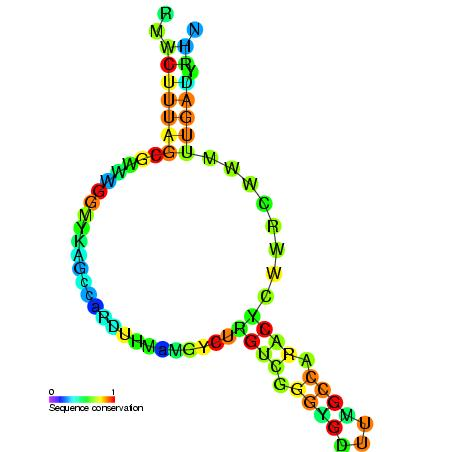
Retron msr RNA. Estrutura secundária predita e conservação de sequência de msr

Um retron é uma sequência específica de ADN que se encontra no genoma de muitas espécies de bactérias, que codifica uma transcriptase reversa e um singular híbrido ARN/ADN monocatenário chamado ADN monocatenário multicópia (msDNA, do inglês multicopy single-stranded DNA). O chamado Retron msr RNA é o ARN não codificante produzido pelos elementos retron e é o imediato precursor da síntese do msDNA. O retron msr RNA prega-se numa estrutura secundária característica que contém um resíduo de guanosina conservado ao final duma estrutura de haste e ansa. A síntese do ADN pela transcriptase reversa (RT) codificada pelo retron tem como resultado uma quimera ADN/ARN que é composta por um ADN monocatenário ligado a um ARN monocatenário. A fibra de ARN está unida à extremidade 5' da cadeia de ADN por meio duma ligação fosfodiéster 2'-5' que ocorre na posição 2' do resíduo de guanosina conservada.

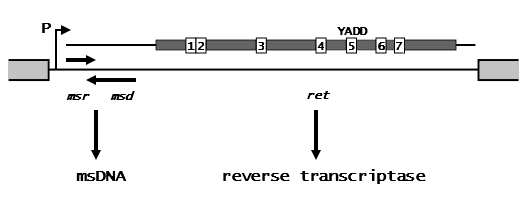
O operão retron leva uma sequência promotora P que controla a síntese dum transcrito de ARN que leva três loci: msr, msd e ret. O produto do gene ret, uma transcritase reversa, processa a porção msd/msr do transcrito de ARN para msDNA.

Os elementos retron possuem cerca de 2 kb de comprimento. Contêm um só operão que controla a síntese dum transcrito de ARN que leva três loci: msr, msd e ret, que estão envolvidos na síntese do msDNA. A porção de ADN do msDNA está codificada pelo gene msd, a porção de ARN está codificada pelo gene msr, enquanto que o produto do gene ret é uma transcritase reversa similar às transcritases reversas dos retrovírus e outros tipos de retroelementos. Tal como outras transcritases reversas, o retron RT contém sete regiões de aminoácidos conservados (com números do 1 ao 7 na figura), incluindo uma sequência tyr-ala-asp-asp (YADD) muito conservada associada ao núcleo catalítico. O produto do gene ret é responsável por processar a porção msd/msr do transcrito de ARN em msDNA.
Durante muitos anos após a sua descoberta em viroses animais, pensava-se que a transcriptase reversa estava ausente nos procarióticas. Actualmente, não obstante, os elementos que codificam RT, ou seja, retroelementos, foram encontrados numa ampla variedade de bactérias. Os retrons foram a primeira família de retroelementos descobertos em bactérias; as outras duas famílias de retroelementos bacterianos conhecidas são os intrões do grupo II e os retroelementos geradores de diversidade (DGR, do inglês diversity-generating retroelements). Os intrões do grupo II são os retroelementos bacterianos melhor caracterizados e o único tipo conhecido que apresenta mobilidade autónoma; consistem duma RT codificada numa estrutura de ARN com splicing catalítico. A mobilidade do intrão do grupo II é mediada por uma ribonucleoproteína que compreende um laço (lariat) intrão unido a duas proteínas codificadas no intrão. A segunda família de retroelementos bacterianos, os DGR, non son móbiles, pero funcionan diversificando as sequências de ADN. Por exemplo, os DGR medeiam a mudança entre as fases patogénicas e de vida livre da bactéria Bordetella.
Como os retron não são móveis, o seu aparecimento em diversas espécies bacterianas não é um fenômeno de "ADN egoísta". Em vez disso, os retronos devem dar alguma vantagem seletiva ao organismo hospedeiro, mas não se sabe qual pode ser essa vantagem. E com a exceção da produção de msDNA, nenhum fenótipo foi claramente associado a eles. Apesar do considerável número de investigações realizadas, pouco se sabe sobre a função dos msDNA, a mobilidade dos elementos retron ou os seus efeitos na célula hospedeira.